# 파치시

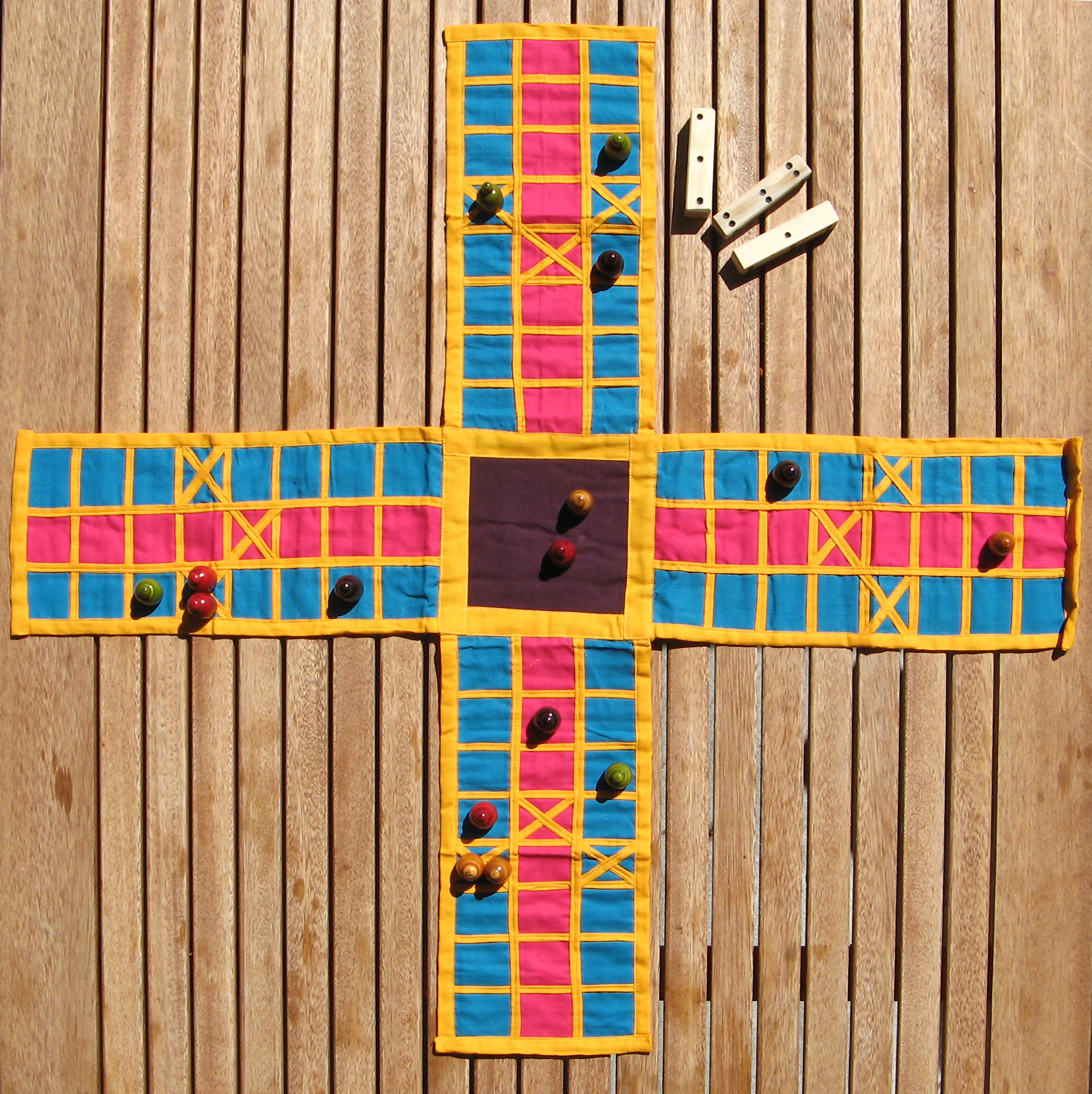

파치시 또는 파치지(/pəˈtʃiːzi/ pə-CHEE-zee, Hindustani: [pəˈtʃiːsiː])는 고대 인도에서 시작된 십자형 및 원형 보드 게임이다. "파샤"(Pasha)라는 이름으로 고대 텍스트 마하바라타에 설명되어 있다. 대칭적인 십자가 모양의 보드에서 플레이된다. 플레이어의 말은 6~7개의 카우리 껍질을 던지는 방식에 따라 보드 주위를 이동하며 구멍이 위쪽으로 놓인 껍질의 수는 이동할 공간 수를 나타낸다.
게임의 이름은 카우리 껍질로 던질 수 있는 가장 큰 점수인 '25'를 의미하는 힌디어 단어 paccīs에서 유래되었다. 따라서 이 게임은 Twenty-Five라는 이름으로도 알려져 있다. 던질 수 있는 최대 점수가 30점인 이 게임의 다른 버전도 있다.